# Shell Falls
Die Shell Falls sind Wasserfälle des Shell Creek in den westlichen Bighorn Mountains im Norden des US-Bundesstaates Wyoming. Die Wasserfälle haben eine Fallhöhe von 12 m und befinden sich am Mittellauf des Shell Creek im Verlauf durch den Shell Canyon, etwa 15 km nordöstlich des Ortes Shell im Big Horn County. Südlich der Wasserfälle verläuft der U.S. Highway 14 als Bighorn Scenic Byway durch den Shell Canyon nach Westen ins Bighorn Basin; die Shell Falls Interpretive Site bietet mehrere Aussichtspunkte mit Blick auf die Fälle. Zudem gibt es ein kleines Besucherzentrum.

## Belege
1. ↑  Shell Falls. In: Geographic Names Information System. United States Geological Survey, United States Department of the Interior (englisch).
2. ↑  Shell Falls, Wyoming, United States - World Waterfall Database. Abgerufen am 28. Februar 2025 (englisch).
3. ↑  Shell Falls Interpretive Site. In: Bighorn National Forest. U.S. Forest Service, abgerufen am 28. Februar 2025 (englisch).